# 霊鷲山 (山口県)
霊鷲山（りょうじゅせん、りょうじさん）は、山口県下関市にある山。釈迦が『無量寿経』や『法華経』を説いた霊山、グリゾラ・クータ（霊鷲山）に似ているため、そう呼ばれるようになったと伝えられている。
また、明治時代より終戦まで下関要塞の重要区画として厳しい管理下にあった。現在でも山頂にコンクリート製の兵舎壕や砲台跡が残されている。
関門海峡近く、火の山の北方に位置する。頂上近くには仏舎利塔が設けられており、かつてはいくつもの経路で登頂が可能であったが、現在は比較的整備されている火の山 - 霊鷲山 - 住吉神社に到る道のり以外はほとんど崩壊している。

## 放送送信施設
- 当山には、コミュニティ放送であるコミュニティエフエム下関（愛称｢COME ON!FM｣）の送信所が置かれている。

| 放送局名 （愛称）                       | コールサイン | 周波数  | 空中線電力 | ERP | 放送対象地域       | 放送区域内世帯数 |
| コミュニティエフエム下関 （COME ON!FM） | JOZZ8AE-FM   | 76.4MHz | 20W        | 18W | 下関市及び周辺地域 | 約-世帯          |